# گاز ولگا
گاز ولگا (روسی: Волга) یک خودروی لوکس سایز بزرگ ساخته گاز است که از سال ۱۹۵۶ تا ۲۰۱۰ تولید شد.این خودرو در کلاس خودروی شرکتی قرار دارد.